# Latrodectus geometricus
Espèce
Synonymes
- Theridium zickzack Karsch, 1878
- Chacoca distincta Badcock, 1932

Latrodectus geometricus (nom vernaculaire : veuve brune) est une espèce d'araignées aranéomorphes de la famille des Theridiidae.

## Distribution

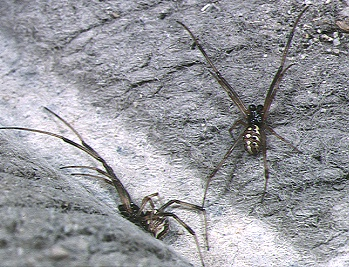
Latrodectus geometricus ♂

Cette espèce est cosmopolite. Certains chercheurs pensent qu'elle est originaire d'Afrique du Sud bien que des spécimens aient été découverts ailleurs en Afrique et en Amérique du Sud. On la trouve généralement autour des bâtiments dans les zones tropicales où elle peut rivaliser avec les populations de veuve noire.
Elle est présente dans de nombreuses régions d'Afrique du Sud, aux États-Unis y compris à Hawaï,,, en Australie, au Japon, en République dominicaine ou encore à Chypre.
En 2012, des chercheurs de l'Université de Californie à Riverside suggèrent que la veuve brune, nouvellement établie dans le sud de la Californie, pourrait remplacer les veuves noires de la région en entrant en compétition pour l'occupation de leur territoire, Ainsi, la veuve brune est susceptible d’être plus hostile et agressive que la veuve noire ; toutefois, le remplacement de la population de veuves noires par des veuves brunes rendrait les zones occupées moins dangereuses pour l'homme car Latrodectus geometricus injecte moins de venin que ne le ferait une veuve noire.

## Description
Latrodectus geometricus est légèrement plus petit et généralement de couleur plus claire que la veuve noire. Le mâle décrit par Levi en 1967 mesure 4 mm et la femelle 10 mm.

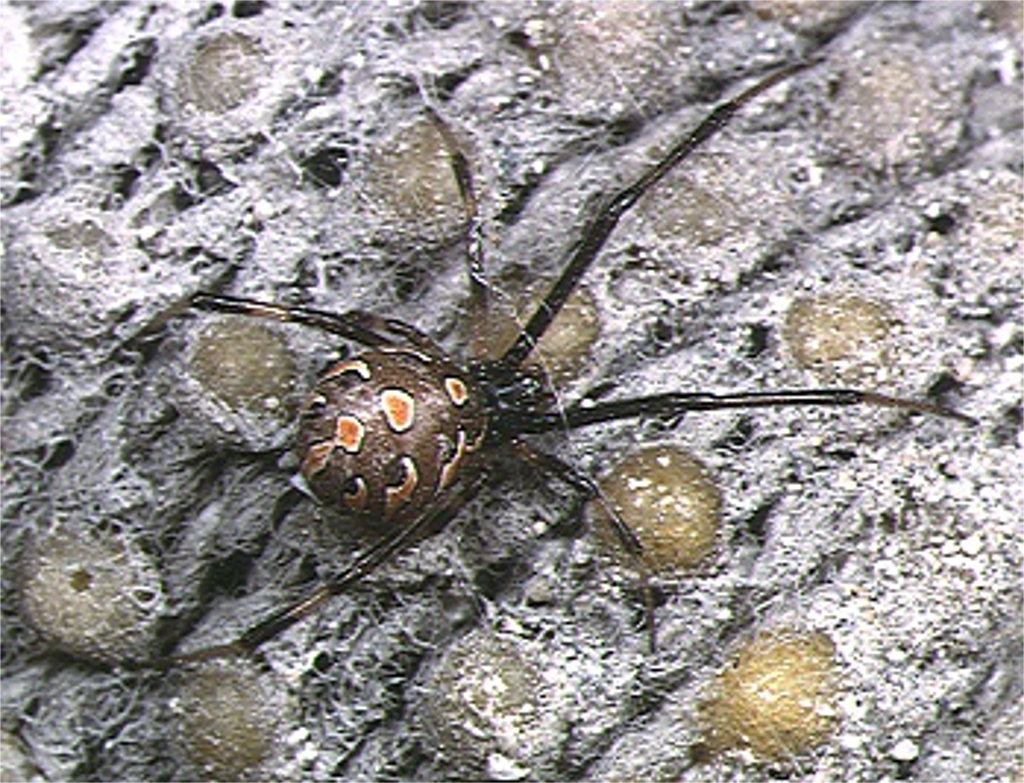
Latrodectus geometricus ♀

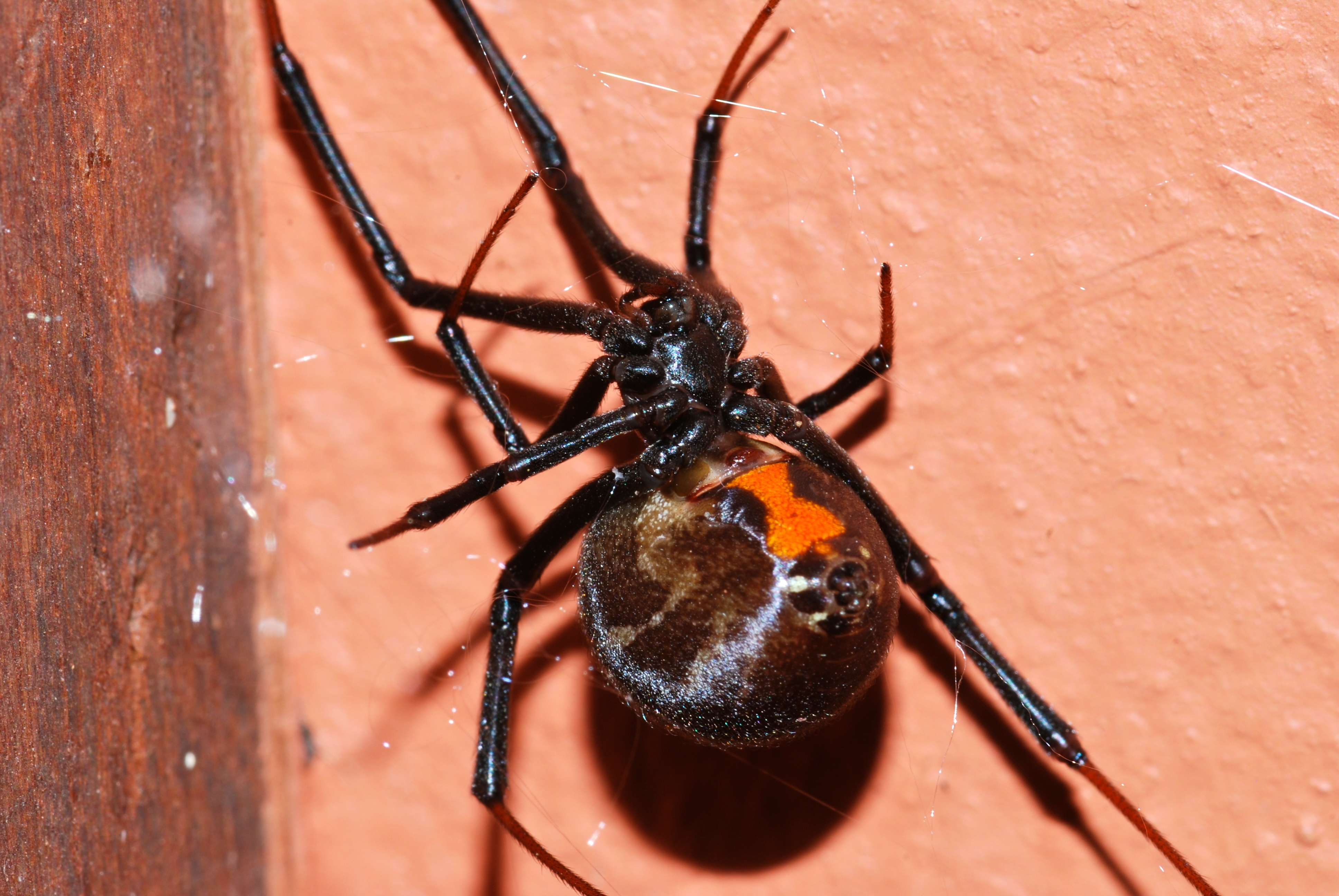
Latrodectus geometricus ♀

Sa couleur varie du brun foncé au noir avec parfois des nuances de gris. Comme la veuve noire des États-Unis, L. geometricus présente une importante marque en forme de sablier sur la face inférieure de son abdomen, cependant, celui de la veuve brune est généralement orange vif ou jaunâtre. Contrairement à la veuve noire, L. geometricus présente un motif géométrique noir et blanc sur le côté dorsal de son abdomen qui est à l'origine de sa dénomination latine. Néanmoins, la couleur de l'araignée peut s'assombrir avec le temps et le motif s'obscurcir. L. geometricus possèdent des rayures sur les pattes. 
Les veuves brunes sont souvent la proie des guêpes fouisseuses. Elles peuvent être localisées grâce au repérage de leurs sacs d'œufs facilement identifiables avec des saillies pointues, touffues, pelucheuses ou piquantes. Les œufs éclosent au bout de vingt jours environ. Les femelles pondent de 120 à 150 œufs par sac et peuvent en fabriquer une vingtaine au cours de leur vie, soit environ deux ans.
Latrodectus rhodesiensis est une espèce proche, de couleur brune, originaire du Zimbabwe.

## Reproduction
Une étude parue en mars 2018 dans la revue Animal Behaviour, menée par une équipe de scientifiques basée en Israël et composée de Shevy Waner et Uzi Motro de l'Université hébraïque de Jérusalem, Yael Lubin de l'Université Ben Gourion du Néguev et Ally R. Harari du Centre de recherche Volcani, montre que les mâles préfèrent se reproduire avec des femelles matures, choisissant même les plus âgées d'entre elles et sont prêts à dépenser plus d'énergie que s'ils tentaient de séduire des femelles subadultes (capables de se reproduire et d'avoir une descendance viable bien qu'encore juvéniles) ou des femelles matures moins âgées,,,,. 
Cette orientation sexuelle laisse l'équipe scientifique de Shevy Waner perplexe pour plusieurs raisons. En effet, les femelles âgées sont bien moins fécondes que toutes les autres et, contrairement aux subadultes, cherchent à dévorer les mâles après la copulation,,,.
Plusieurs hypothèses sont émises pour expliquer le comportement « paradoxal » des mâles. Ils réussiraient mieux à obstruer le conduit génital des femelles les plus matures, ce qui les rend indisponibles pour les autres mâles. Les femelles âgées émettraient des phéromones sexuelles plus puissantes, compensant par la chimie ce qui leur manque en fécondité,,,. 
Shevy Waner précise : « Nous avons démontré que malgré un coût énergétique plus élevé, un succès reproducteur plus faible et par-dessus tout un plus grand risque de cannibalisme sexuel, les mâles Latrodectus geometricus préfèrent se reproduire avec les femelles âgées plutôt qu'avec les subadultes. Bien que nous ayons suggéré quelques explications possibles, l'énigme n'a pour le moment pas été résolue,. »

## Latrodectisme
Comme toutes les espèces de Latrodectus, L. geometricus a un venin neurotoxique qui agit sur les terminaisons nerveuses et provoque les symptômes très désagréables du latrodectisme. Cependant, les morsures de veuve brune ne sont généralement pas très dangereuses, et beaucoup moins que celles de Latrodectus mactans, la veuve noire.
Les effets de la toxine se limitent généralement à la région de la morsure et aux tissus environnants contrairement à ceux de la veuve noire. La toxicité du venin n'est pas le seul facteur de dangerosité ; les morsures de veuve brunes sont mineures par rapport à celles des veuves noires car elles ne délivrent pas la même quantité de venin que la veuve noire. 
La DL50 du venin de L. geometricus chez la souris est de 0,43 mg/kg et séparément à 0,43 mg/kg (avec un intervalle de confiance à 95 % de 0,31–0,53).

## Publication originale
- (de) C. L. Koch, Die Arachniden : Getreu nach der Natur abgebildet und beschrieben, Nürnberg, 1841, 8e éd. (lire en ligne)